# 2 a.C.
O ano 2 a.C. foi um ano comum que começa numa quarta-feira do calendário juliano.

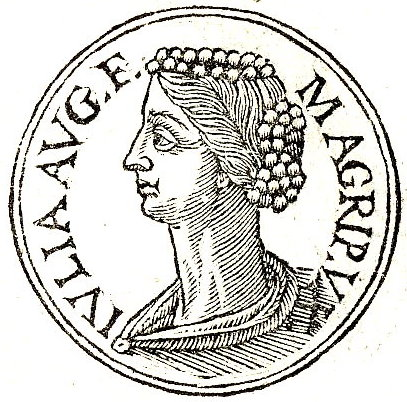
Júlia, filha de Augusto.

| Ano completo                        |
| ----------------------------------- |
| Ano comum com início à quarta-feira |

## Eventos

### Por localidade

#### Roma
- Caio César Otaviano, pela décima terceira vez, e Marco Pláucio Silvano, cônsules romanos.[1][Nota 1]
- Imperador Augusto é proclamado pai da pátria, pelo senado romano; este título outorgado é a consequência lógica e prova final da posição suprema de Augusto como príncipe, o primeiro no comando do estado romano.[2]
- Júlia, filha de Augusto, é exilada por conta de traição e adultério em Ventotene; sua mãe, Escribónia, acompanhou-a.

#### Pártia
- Fraates V tornou-se rei do Império Parta, após ele e sua mãe "a deusa Musa" assassinou seu pai Fraates IV.

## Nascimentos
- 11 de dezembro - Cneu Domício Enobarbo (cônsul em 32), político romano (m. 41).

## Mortes
- Julo Antônio, filho de Marco Antônio e cônsul no ano 10 a.C. (executado por traição) (n. 43 a.C.)